# Sergej Kvočkin
Sergej Prokofjevič Kvočkin (6. října 1938 – 29. prosince 2007) byl kazašský fotbalista, který hrál na pozici útočníka. V roce 2004 byl zařazen do UEFA Jubilee 52 Golden Players.
Hrál za Kajrat a Vostok. Po skončení aktivní kariéry se stal trenérem. Vedl Vostok, Okžetpes a Ekibastuzetc.